# Носівський ліцей № 1
Носівський ліцей № 1 Носівської міської ради Чернігівської області, до 2022 Носівська міська гімназія — навчальний заклад повної середньої освіти, розташований у м. Носівка Чернігівської області.

## Історія
Навчальний заклад був створений у 2000 році на базі Носівської загальноосвітньої школи I-III ступенів № 1 як Носівський навчально-виховний комплекс, окремим підрозділом якого була гімназія, а згодом в 2003 виділився і набув статусу гімназії.
Станом на квітень 2021? у гімназії навчається 407 учнів.
На базі гімназії проводяться районні та обласні семінари.

## Навчальна програма
У ліцеї вивчаються серед іноземних — англійська, німецька мови.
Також впроваджено низку факультативів.

## Матеріально-технічна база
У ліцеї функціонує 26 навчальних кабінетів, спортивний та актовий зали, їдальня, розрахована на 100 осіб.
У ліцеї також є 2 інтерактивні дошки та 28 мультимедійних проекторів.

## Педагогічний колектив
В ліцеї працює 52 учителя, серед яких:
- 28 вчителів з вищою кваліфікаційною категорією;
- 9 вчителі з першою кваліфікаційною категорією;
- 12 вчителів мають педагогічне звання «учитель-методист»;
- 10 вчителів мають педагогічне звання «старший учитель»;
- 1 вчитель нагороджений званням заслужений учитель України;
- 4 вчителі нагороджені нагрудним знаком «Відмінник освіти України»;
- 1 вчитель нагороджений нагрудним знаком «Василь Сухомлинський»;
- 5 вчитель нагороджений Чернігівською обласною премією імені Софії Русової.

У гімназії працює методична рада, а також методоб'єднання англійської мови, математики, української мови та літератури, зарубіжної літератури, суспільно-природничих наук, методоб'єднання класних керівників, учителів мистецтва, асистентів учителів..

## Дирекція школи
- Нечес Ірина Миколаївна — директор ліцею, відмінник освіти
- Утва Алла Анатолівна — заступник директора з навчально-виховної роботи
- Ременюк Світлана Олександрівна — заступник директора з навчально-виховної роботи
- Коломієць Юлія Володимирівна — заступник директора з виховної роботи

## Позакласна робота
У ліцеї існує учнівське наукове товариство «Глобус».
Також працює низка гуртків:
- народний художній хор «Васильки» імені В. І. Бурноса,
- зразковий хореографічний колектив «Кришталевий черевичок»

## Видатні люди
- Бурнос Василь Іванович (1955—2009) — заслужений вчитель України. Працював учителем музики. Створив хор «Васильки», який став народним і отримав його ім'я.